# Córka dymu i kości
Córka dymu i kości (ang. Daughter of Smoke and Bone) – amerykańska powieść fantasy autorstwa Laini Taylor. Ukazała się w 2011 nakładem Little, Brown and Company w USA oraz Hodder & Stoughton w Wielkiej Brytanii. Polskie wydanie ukazało się nakładem wydawnictwa Amber w tłumaczeniu Julii Wolin w 2012. To pierwszy tom cyklu pod tym samym tytułem. Universal Pictures nabyło prawa do filmowej adaptacji.

## Fabuła
Powieść opowiada o Karou, siedemnastoletniej uczennicy z talentem artystycznym. Dziewczyna dorasta w Pradze i została wychowana przez chimery. Na życzenie swojego przybranego ojca podróżuje po świecie i zbiera zęby od handlarzy, którzy w ramach zapłaty dostają możliwość spełnienia marzenia. W trakcie jednej z misji dziewczyna spotyka serafina o imieniu Akiva.